# Максимовка (Крым)
Макси́мовка (до 1945 года Ата́й Неме́цкий; укр. Максимівка, крымскотат. Atay, Атай) — село в Раздольненском районе Республики Крым, входит в состав Ручьёвского сельского поселения (согласно административно-территориальному делению Украины — Ручьёвского сельского совета Автономной Республики Крым)

## Население
| 2001 | 2014 |
| ---- | ---- |
| 273  | ↘174 |

Всеукраинская перепись 2001 года показала следующее распределение по носителям языка
| Язык             | Процент |
| ---------------- | ------- |
| русский          | 45,05   |
| украинский       | 36,2    |
| крымскотатарский | 4,76    |

### Динамика численности
| - 1915 год — 46/21 чел. - 1918 год — 60 чел. - 1926 год — 86 чел. - 1939 год — 148 чел. | - 1989 год — 244 чел. - 2001 год — 273 чел. - 2009 год — 255 чел. - 2014 год — 174 чел. |

## Современное состояние
На 2016 год в Максимовке числится 2 улицы: Космонавтов и Чкалова; на 2009 год, по данным сельсовета, село занимало площадь 27,6 гектара, на которой в 88 дворах проживало 255 человек. В селе действует сельский клуб. Максимовка связана автобусным сообщением с райцентром и соседними населёнными пунктами.

## География
Максимовка — село на северо-востоке района в степном Крыму, у границы с Первомайским районом, в 1,5 км к югу от автодороги Т-0107 Черноморское — Воинка, высота центра села над уровнем моря — 16 м. Ближайшие населённые пункты — Ботаническое в 5 км на запад и Ручьи в 4,5 км на юго-восток. Расстояние до райцентра около 14 километров (по шоссе), ближайшая железнодорожная станция — Красноперекопск (на линии Джанкой — Армянск) — примерно 32 километра. Транспортное сообщение осуществляется по региональной автодороге 35Н-435 от шоссе Черноморское — Воинка (по украинской классификации — С-0-11115).

## История
Атай Немецкий, также Дейч-Атай, иногда встречалось название Ново-Васильевка, согласно энциклопедическому словарю «Немцы России» был основан в Биюк-Асской волости Евпаторийского уезда крымскими немцами, лютеранами и католиками, в 1890 году на 600 десятинах земли.
Земская реформа 1890-х годов в Евпаторийском уезде прошла после 1892 года, в результате Атай Немецкий приписали к Коджанбакской волости, но в «…Памятной книжке Таврической губернии на 1900 год» деревня ещё не числилась. На 1914 год в селении действовала католическая школа грамотности.
По Статистическому справочнику Таврической губернии. Ч.II-я. Статистический очерк, выпуск пятый Евпаторийский уезд, 1915 год, в селе Атай (оно же Ново-Васильевка) Коджамбакской волости Евпаторийского уезда числилось 9 дворов (все дворы с землёй) с немецким населением в количестве 46 человек приписных жителей и 21 — «посторонних», из которых 41 мужчина и 23 женщины. Жители владели 533 десятинами удобной земли. В хозяйствах имелось 80 лошадей, 25 волов, 32 коровы и 40 голов мелкого скота (в 1918 году — 60). Согласно списку 1915 года «…русских подданных из австрийских, венгерских или германских выходцев» землевладельцев, опубликованном в газете «Таврические губернские ведомости» в апреле 1915 года, при деревне Атай значилась семья Гаук, члены которой владели: Антон Георгиевич 76 десятинами 1775 квадратными саженями, Филипп и Антон Людвиговичи — по 62 дес. 1103 кв. саж. земли и ещё трое Людвиговичей совместно — 306 дес.. Саутнер Иосиф Эгидиевич имел 127 дес. 1326 кв. саж..
После установления в Крыму Советской власти, по постановлению Крымревкома от 8 января 1921 года № 206 «Об изменении административных границ» была упразднена волостная система и в составе Евпаторийского уезда был образован Бакальский район, в который включили село, а в 1922 году уезды получили название округов. 11 октября 1923 года, согласно постановлению ВЦИК, в административное деление Крымской АССР были внесены изменения, в результате которых округа были отменены, Бакальский район упразднён и село вошло в состав Евпаторийского района. Согласно Списку населённых пунктов Крымской АССР по Всесоюзной переписи 17 декабря 1926 года, в селе Атай (немецкий), центре Атайского сельсовета Евпаторийского района, числилось 13 дворов, все крестьянские, население составляло 86 человек, из них 73 немца, 2 русских и 11 евреев. Согласно энциклопедическому словарю «Немцы России», в селе действовали начальная школа и пункт ликбеза, но в материалах переписи это не отражено. Постановлением ВЦИК РСФСР от 30 октября 1930 года был создан Ишуньский район, уже как национальный украинский и село включили в его состав, а после создания в 1935 году Ак-Шеихского района (переименованного в 1944 году в Раздольненский) Атай-Немецкий включили в его состав. По данным всесоюзной переписи населения 1939 года в селе проживало 148 человек. Вскоре после начала Великой Отечественной войны, 18 августа 1941 года крымские немцы были выселены, сначала в Ставропольский край, а затем в Сибирь и северный Казахстан.
Указом Президиума Верховного Совета РСФСР от 21 августа 1945 года Атай был переименован в Максимовку и Атайский сельсовет — в Максимовский. С 25 июня 1946 года Максимовка в составе Крымской области РСФСР. 24 декабря 1952 года сельсовет преобразован в Ручьёвский. 26 апреля 1954 года Крымская область была передана из состава РСФСР в состав УССР. Указом Президиума Верховного Совета УССР «Об укрупнении сельских районов Крымской области», от 30 декабря 1962 года село присоединили к Красноперекопскому району. 1 января 1965 года, указом Президиума ВС УССР «О внесении изменений в административное районирование УССР — по Крымской области», вновь включили в состав Раздольненского. По данным переписи 1989 года в селе проживало 244 человека. С 12 февраля 1991 года село в восстановленной Крымской АССР, 26 февраля 1992 года переименованной в Автономную Республику Крым. С 21 марта 2014 года в составе Крыма аннексирована Россией.